# Microhaplolepis
Microhaplolepis è un genere di pesci ossei estinti, appartenente agli aplolepiformi. Visse nel Carbonifero superiore (circa 311 - 306 milioni di anni fa) e i suoi resti fossili sono stati ritrovati in Nordamerica.

## Descrizione
Questo pesce era di dimensioni minuscole, e generalmente non superava i tre centimetri di lunghezza: era uno dei più piccoli tra gli aplolepiformi. Come tutti i suoi stretti parenti, possedea una pinna caudale dal lobo superiore molto più robusto e allungato di quello inferiore, ma possedeva inoltre alcune caratteristiche generali del corpo che permettevano di distinguerlo da tutti gli altri aplolepiformi: la testa, ad esempio, era massiccia e non terminava in un muso a punta, ma arrotondato. Gli occhi erano grandi, come quelli degli altri aplolepiformi, ma le pinne erano generalmente di dimensioni maggiori. La pinna dorsale era ampia e posta nella parte posteriore del corpo, direttamente al di sopra della pinna anale. Le pinne pettorali erano strette, così come quelle ventrali. Le scaglie erano simili a bastincini e allungate, in particolare quelle della fila che ricopriva i fianchi dell'animale.

## Classificazione
Microhaplolepis è un membro degli aplolepiformi, un gruppo di pesci attinotterigi arcaici di piccole dimensioni e tipici del Carbonifero. Microhaplolepis, in particolare, è una delle forme più piccole del gruppo. Sono note due specie di Microhaplolepis, entrambe conosciute per fossili provenienti dalla zona di Linton, in Ohio: Microhaplolepis serrata e M. ovoidea. Queste specie erano state in precedenza descritte da Newberry nel 1856 con il nome di Mecolepis serratus e M. ovoideus, e vennero in seguito attribuite al genere Haplolepis da Westoll nel 1944; solo nel 1980 vennero attribuite correttamente al nuovo genere Microhaplolepis.